# 마르쿠스 니카넨
마르쿠스 니카넨(핀란드어: Marcus Nikkanen, 1904년 1월 26일~1985년 3월 28일)은 핀란드의 피겨 스케이팅 선수였다. 그는 1930년 유럽 선수권 대회와 1933년 세계 선수권 대회에서 동메달을 획득했다. 그는 1928년 동계 올림픽, 1932년 동계 올림픽과 1936년 동계 올림픽에서 핀란드를 대표했다. 그는 1928년 동계 올림픽에서 6위를 했다. 그는 1932년 동계 올림픽에서 4위를 했고, 1936년 동계 올림픽에서 7위를 했다. 그는 헬싱키에서 태어나서 헬싱키에서 죽었다.